# Bastions de San Francisco de Campeche
 (décembre 2023).
La mise en forme du texte ne suit pas les recommandations de Wikipédia : il faut le « wikifier ».
Les points d'amélioration suivants sont les cas les plus fréquents. Le détail des points à revoir est peut-être précisé sur la page de discussion.
- Les titres sont pré-formatés par le logiciel. Ils ne sont ni en capitales, ni en gras.
- Le texte ne doit pas être écrit en capitales (les noms de famille non plus), ni en gras, ni en italique, ni en « petit »…
- Le gras n'est utilisé que pour surligner le titre de l'article dans l'introduction, une seule fois.
- L'italique est rarement utilisé : mots en langue étrangère, titres d'œuvres, noms de bateaux, etc.
- Les citations ne sont pas en italique mais en corps de texte normal. Elles sont entourées par des guillemets français : « et ».
- Les listes à puces sont à éviter, des paragraphes rédigés étant largement préférés. Les tableaux sont à réserver à la présentation de données structurées (résultats, etc.).
- Les appels de note de bas de page (petits chiffres en exposant, introduits par l'outil «  Source ») sont à placer entre la fin de phrase et le point final[comme ça].
- Les liens internes (vers d'autres articles de Wikipédia) sont à choisir avec parcimonie. Créez des liens vers des articles approfondissant le sujet. Les termes génériques sans rapport avec le sujet sont à éviter, ainsi que les répétitions de liens vers un même terme.
- Les liens externes sont à placer uniquement dans une section « Liens externes », à la fin de l'article. Ces liens sont à choisir avec parcimonie suivant les règles définies. Si un lien sert de source à l'article, son insertion dans le texte est à faire par les notes de bas de page.
- La présentation des références doit suivre les conventions bibliographiques. Il est recommandé d'utiliser les modèles {{Ouvrage}}, {{Chapitre}}, {{Article}}, {{Lien web}} et/ou {{Bibliographie}}. Le mode d'édition visuel peut mettre en forme automatiquement les références.
- Insérer une infobox (cadre d'informations à droite) n'est pas obligatoire pour parachever la mise en page.

Pour une aide détaillée, merci de consulter Aide:Wikification.
Si vous pensez que ces points ont été résolus, vous pouvez retirer ce bandeau et améliorer la mise en forme d'un autre article.

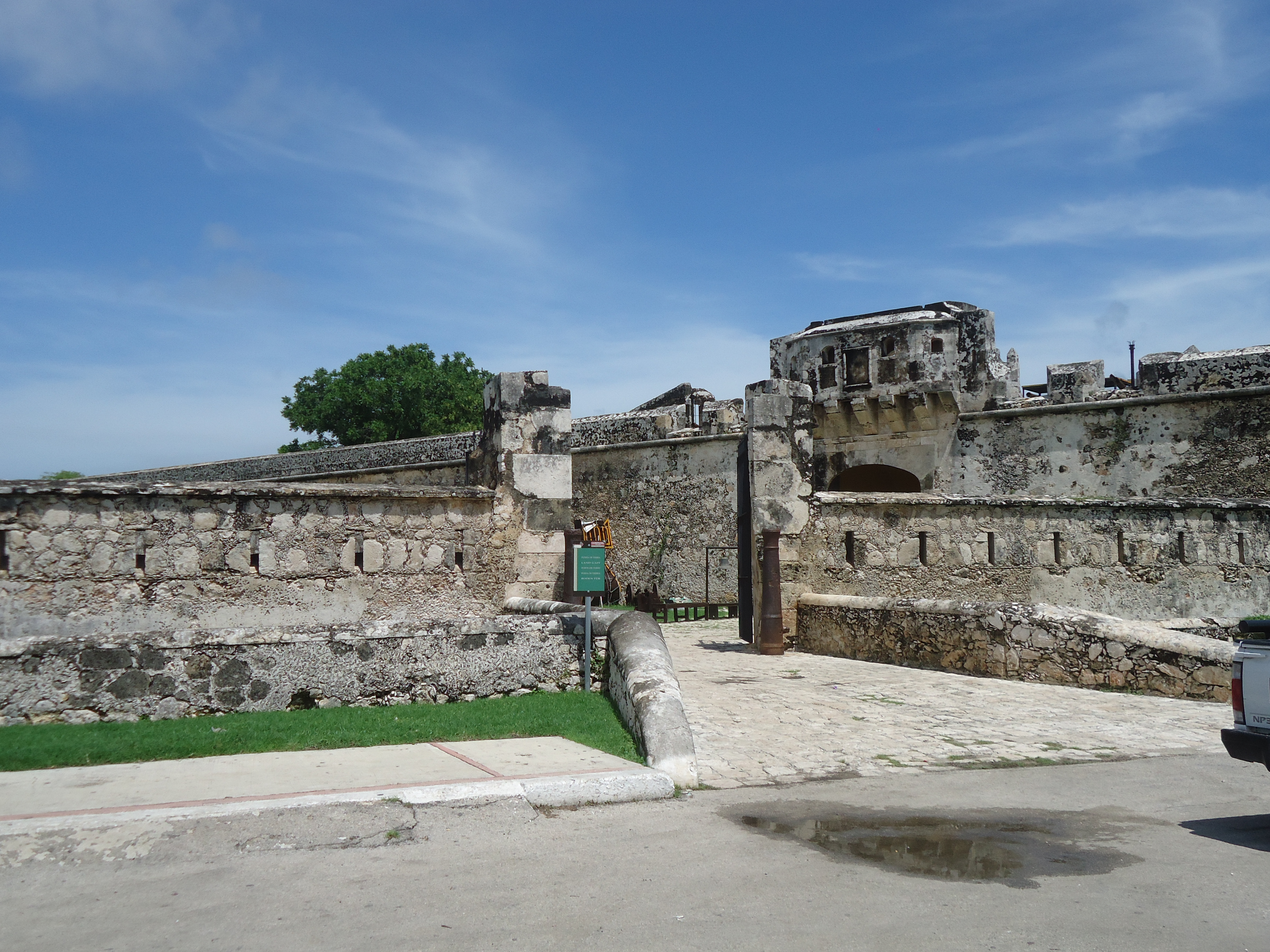
Porte de Terroir

La ville de San Francisco de Campeche, dans l'État de Campeche, au Mexique a été désignée patrimoine culturel de l'humanité par l'UNESCO en décembre 1999. Depuis sa fondation, elle a dû faire face à divers conflits, commençant par la préservation de son identité face à l'arrivée des Espagnols et des Franciscains, notamment en matière de religion. Pour faire face aux nouvelles conditions et surmonter les adversités, la ville s'est adaptée, mais sans aucun doute, l'un des défis majeurs auxquels elle a été confrontée était la menace constante des pirates.En raison de la situation portuaire de la ville, les habitants devaient prendre toutes les précautions nécessaires pour rester en sécurité, s'adaptant à un nouveau mode de vie avec certaines restrictions telles que des horaires de fermeture des portes pour se protéger contre les attaques de pirates. C'est pourquoi la construction d'un noyau fortifié était nécessaire pour protéger les principaux édifices civils et religieux.
Le premier projet prévoyait la construction de plusieurs forts plus petits, cependant, ceux-ci n'ont pas empêché le siège des pirates, car ils étaient très éloignés les uns des autres. Il a donc été nécessaire de lancer un nouveau projet qui suggérait d'encercler la ville de manière rectangulaire en couronnant chacun des quatre coins d'un bastion. Les travaux ont débuté en 1686 sous la direction de l'architecte Jaime Frank.
Afin de renforcer les défenses de la ville, le projet a été étendu sur les conseils de l'ingénieur français Louse Bouchard, transformant la muraille en une forme hexagonale. Chacun des coins, ainsi que les portes d'accès, était pourvu d'un bastion, totalisant ainsi huit bastions. Ces derniers étaient reliés entre eux par un passage construit sur le rempart, nommé "Le Passage de Ronda".
Les bastions ont été nommés:
- Bastion de San Juan
- Bastion de San Francisco
- Bastion de San Pedro
- Bastion de Santa Rosa
- Bastion de San Carlos
- Bastion de la Soledad
- Bastion de Santiago (Campeche)
- Bastion de San José

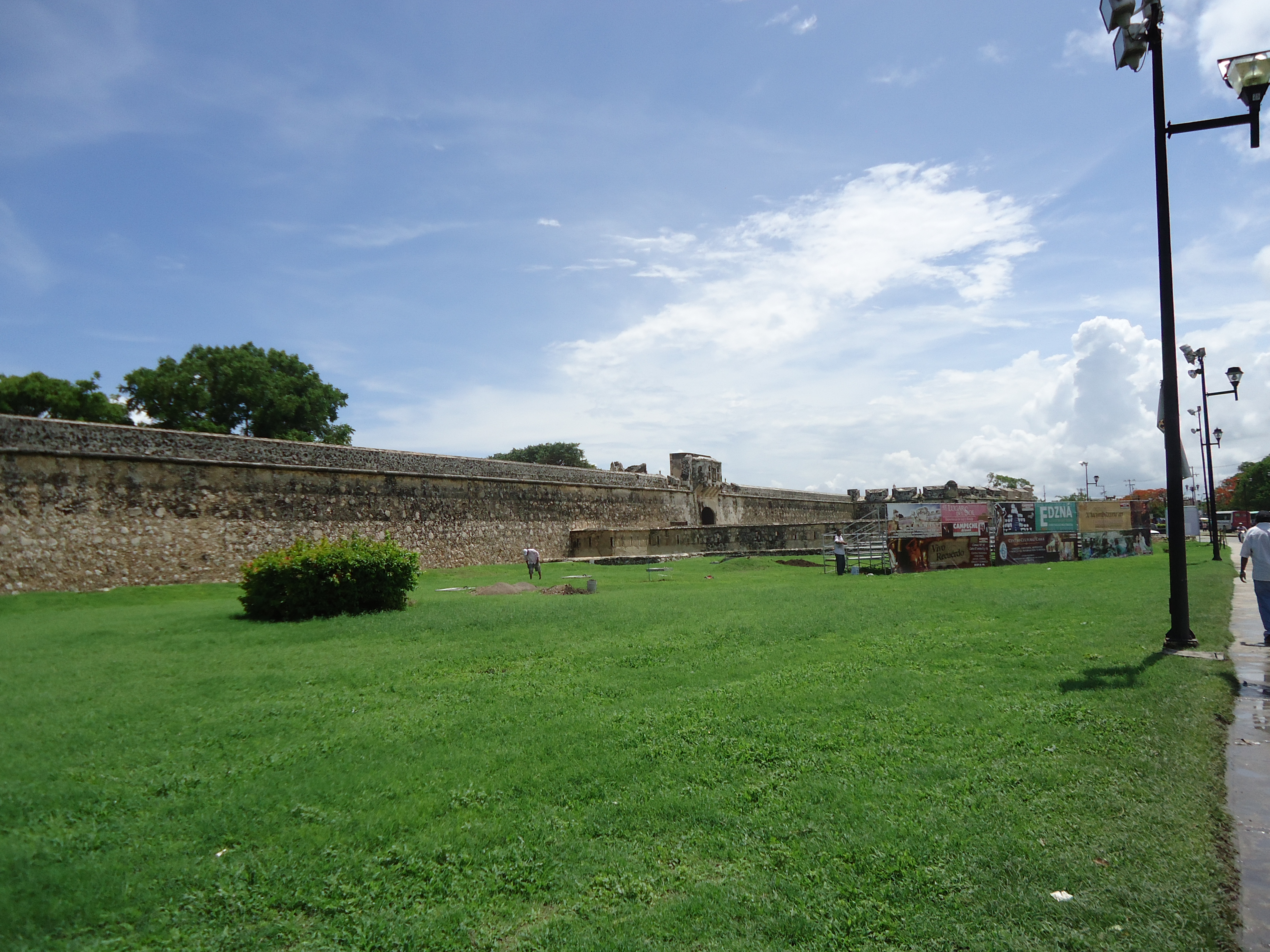
Murailles de San Francisco de Campeche

La zone fortifiée communiquait avec l'intérieur par le biais de quatre portes :
- Portes de Campeche

- De tierra
- De mar
- De la Guadalupe
- De San Román

Au cas où cela serait insuffisant, en 1776, la construction des réduits de San José el Alto et San Miguel a été initiée. Ces derniers, situés dans les collines montagneuses, étaient accompagnés aux pieds des collines par deux batteries chacun.
L'œuvre a été achevée presque simultanément à la fin de la piraterie. Des années plus tard, sous le prétexte de la chaleur accumulée et suivant de nouvelles idées issues du courant hygiéniste, les autorités ont décidé d'entamer la démolition de certaines parties du rempart. Ainsi, le bastion de San José, les portes de Guadalupe et San Román, ainsi que la batterie de San Fernando sont tombés.

## Musée de l'Architecture Maya Baluarte de la Soledad
Le Musée de l'Architecture Maya Baluarte de la Soledad est un ancien bastion militaire situé à San Francisco de Campeche, au Mexique. Construit comme l'une des huit fortifications protégeant la ville coloniale, il a connu diverses transformations au fil du temps.
Reconnu comme monument historique en 1937, il devient musée en 1958, accueillant initialement des collections coloniales et mayas. Après plusieurs réorganisations, il se spécialise dans l’architecture maya et expose aujourd’hui des monolithes, stèles et éléments architecturaux provenant de sites comme Calakmul, Edzná et Río Bec.
Le bâtiment, de forme pentagonale irrégulière, comprend deux niveaux. Le rez-de-chaussée abrite des salles d'exposition et de restauration, tandis que l'étage est entouré de structures militaires d’époque.

### Galerie

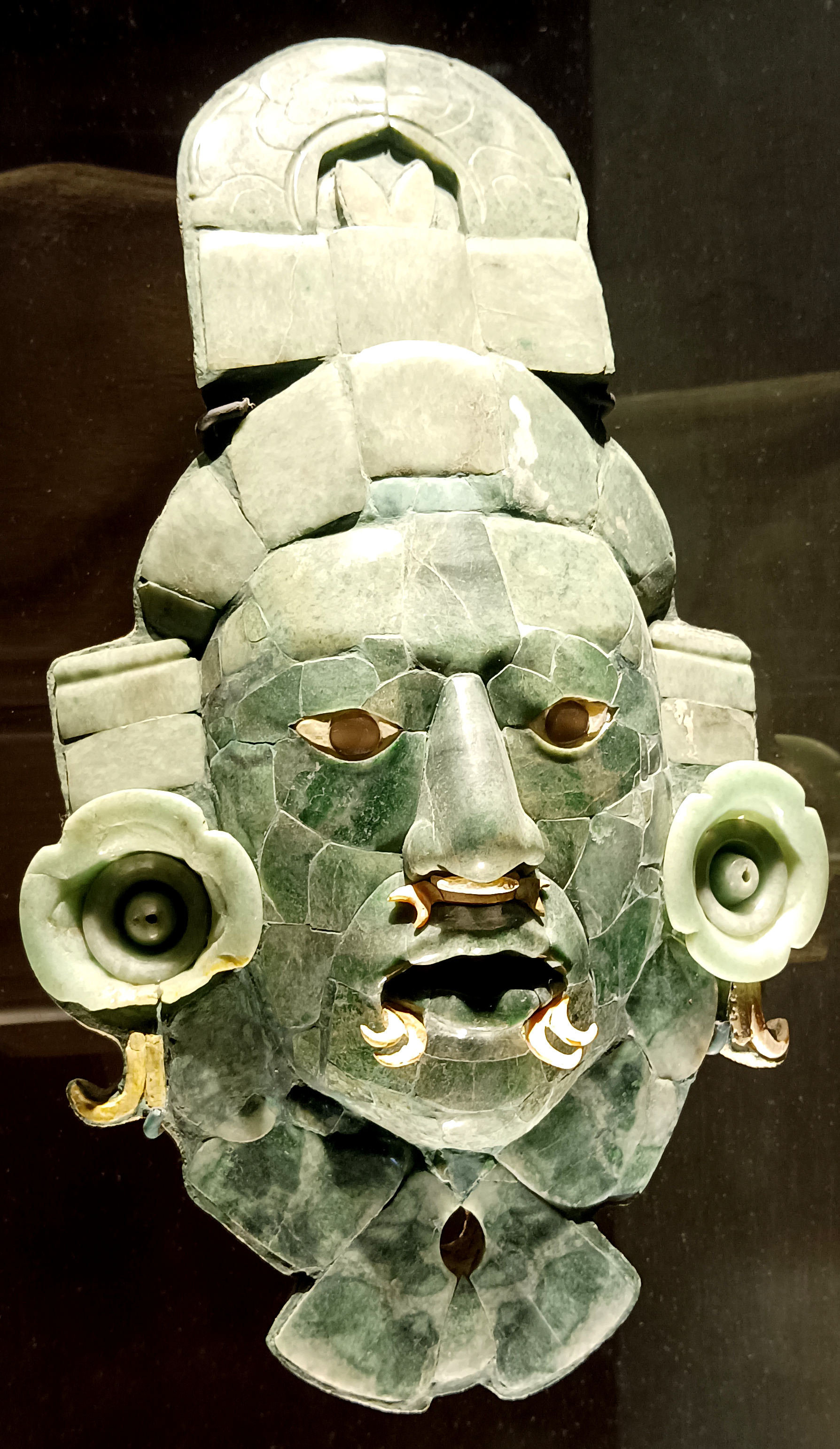
Masque en jade de Calakmul
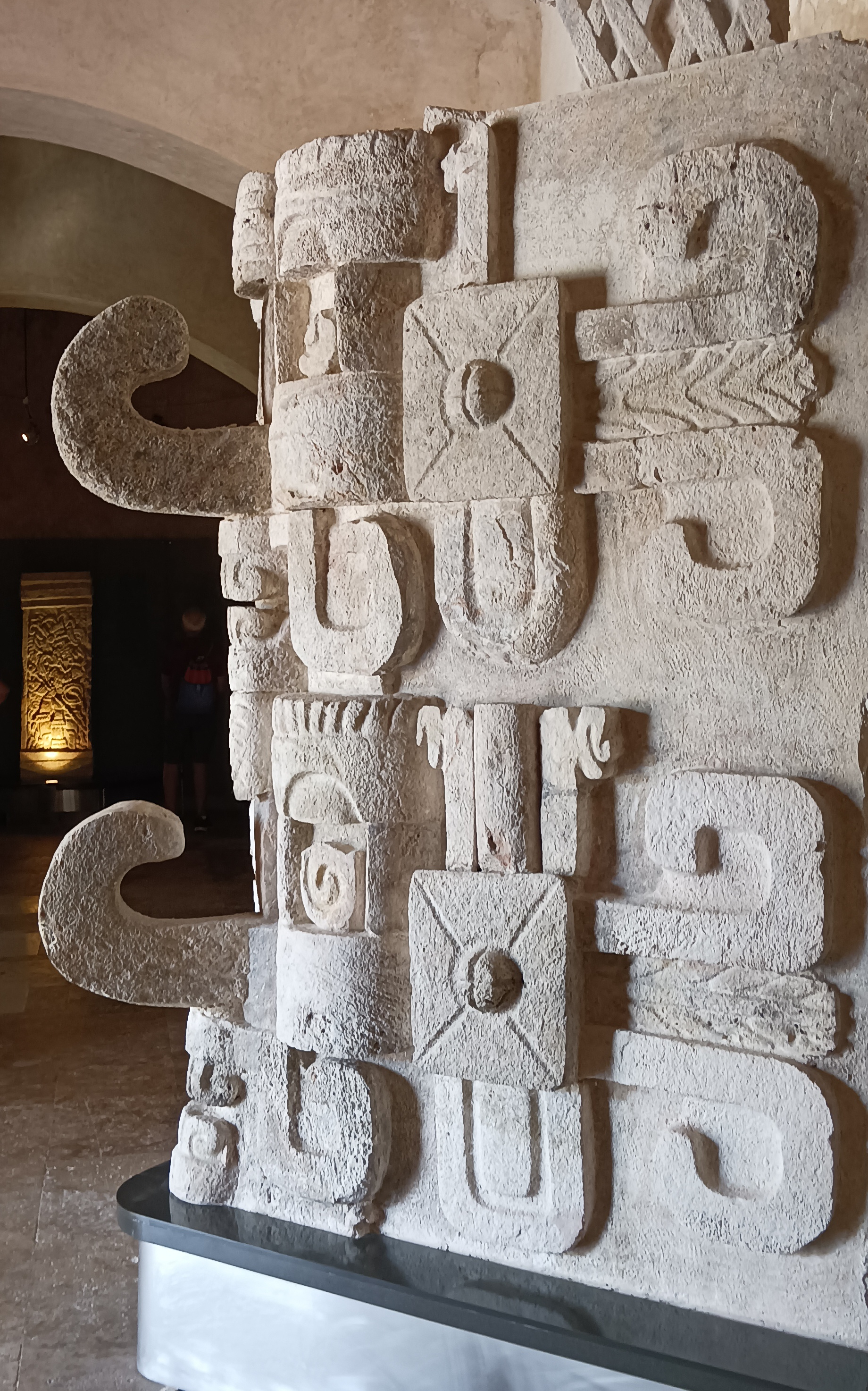
Mascarons du dieu Chaac, style Puuc
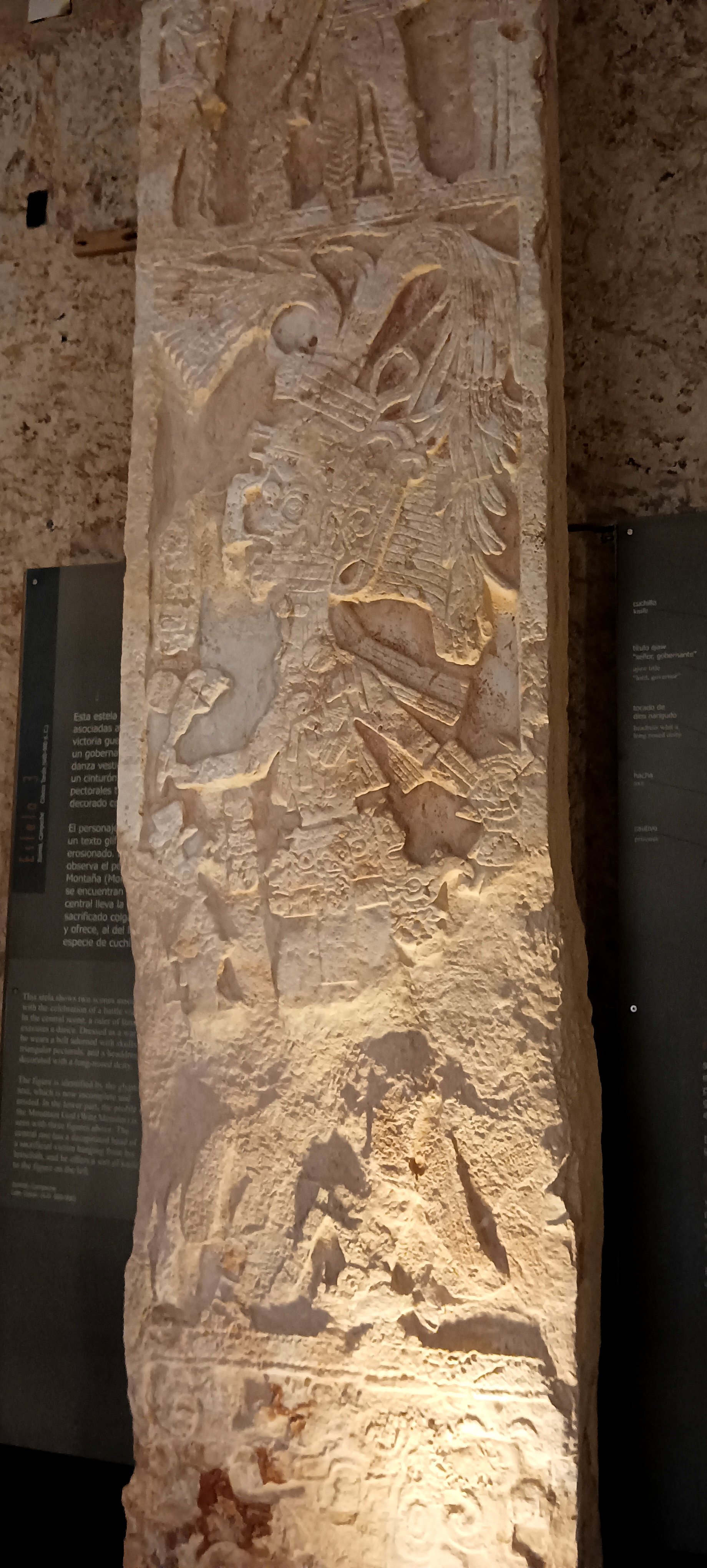
Stèle 3 d'Itzimté, Campeche
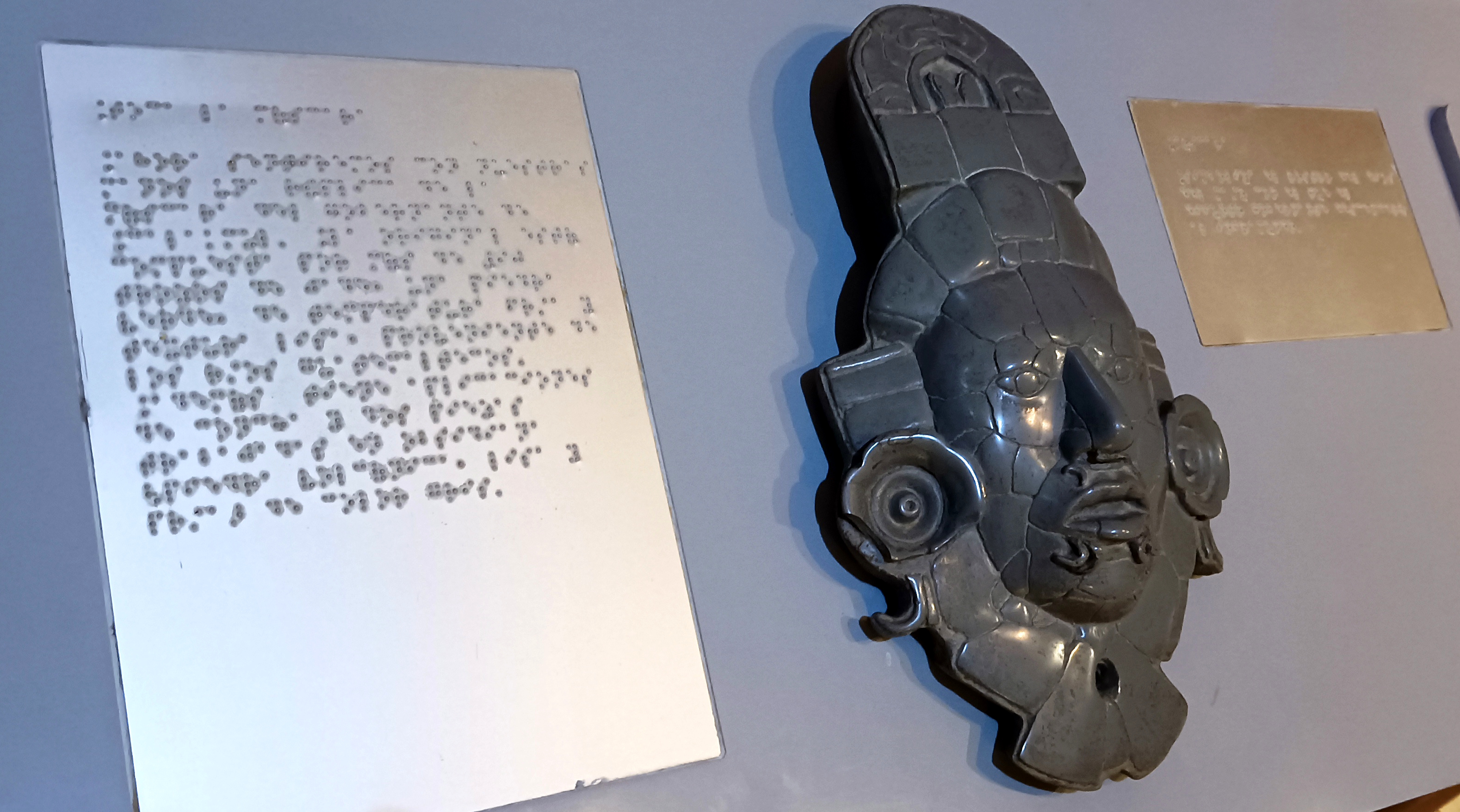
Panneau tactile sur le masque de Calakmul
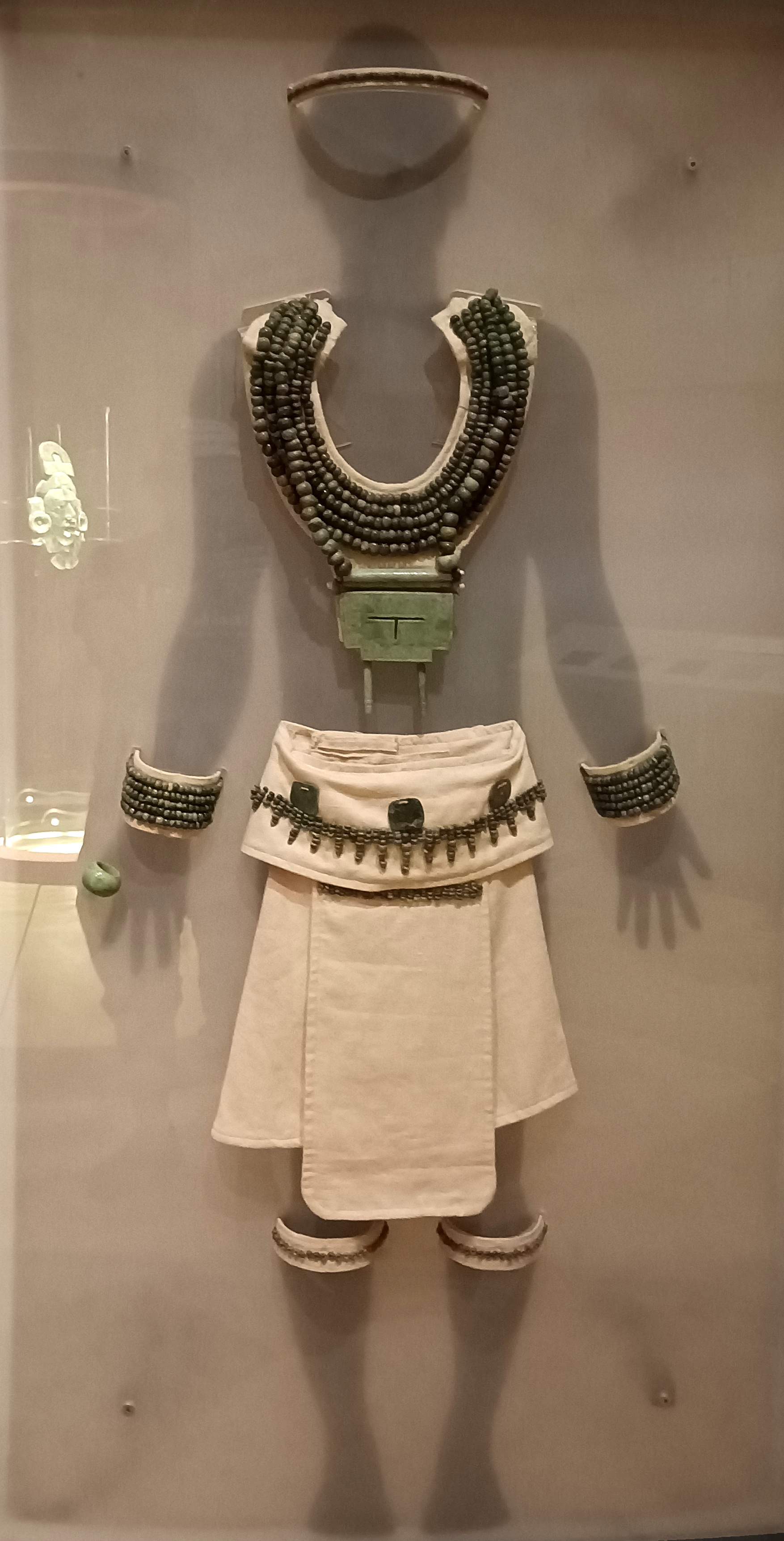
Trésor funéraire de Calakmul
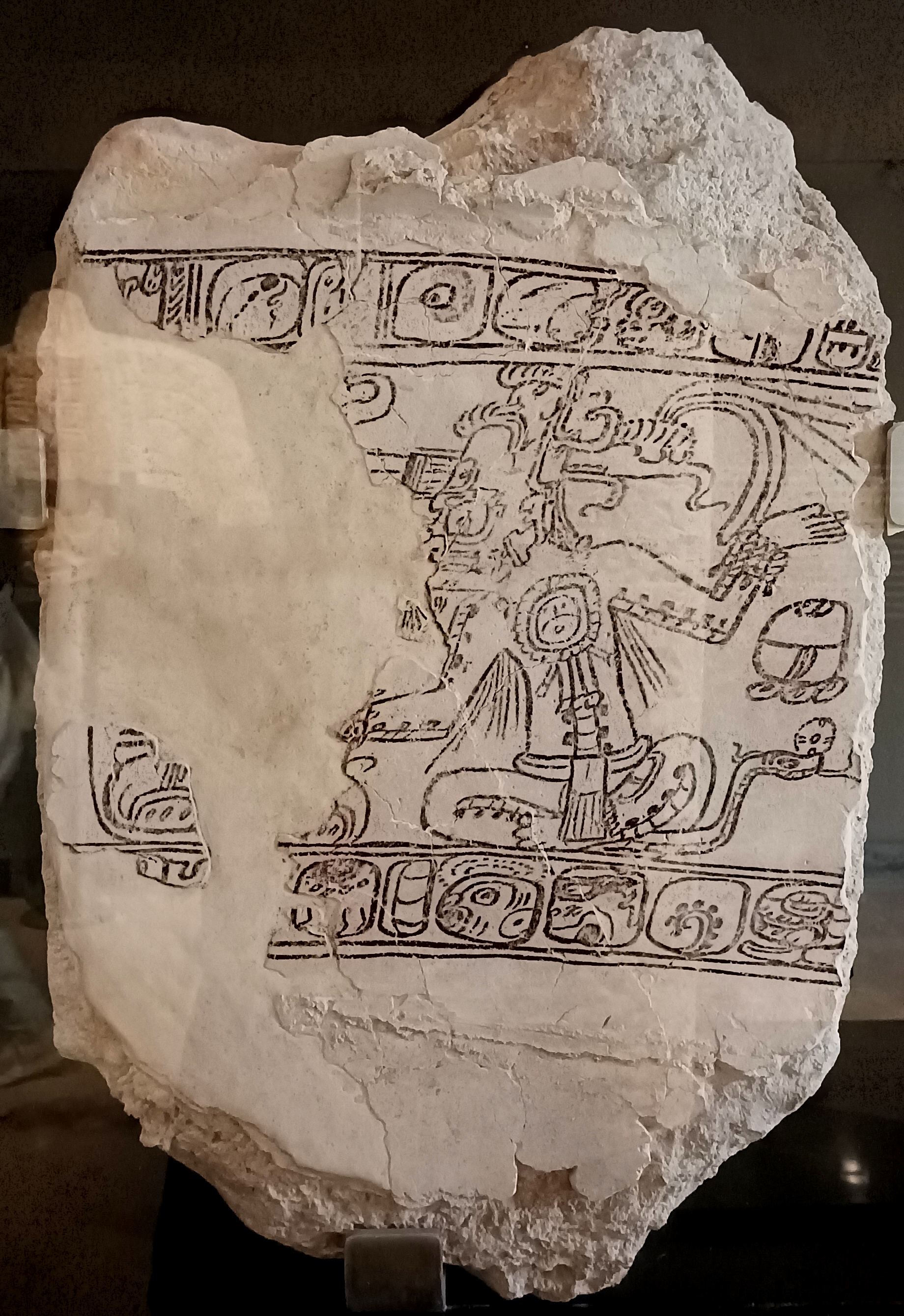
Clé de voûte avec le dieu K'awiil